# Romanivka, Berdîciv
Romanivka (în ucraineană Романівка) este localitatea de reședință a comunei Radeanske din raionul Berdîciv, regiunea Jîtomîr, Ucraina.

## Demografie
Componența lingvistică a localității Radeanske
     Ucraineană (96,07%)
     Rusă (3,5%)
     Alte limbi (0,33%)
Conform recensământului din 2001, majoritatea populației localității Romanivka era vorbitoare de ucraineană (96,07%), existând în minoritate și vorbitori de rusă (3,5%).